# 麥穗波魚
麥穗波魚（学名：[Rasbora laticlavia] 错误：{{Lang}}：文本有斜体标记（帮助））為輻鰭魚綱鯉形目鯉科的一個種，分布於亞洲婆羅洲，體長可達11.2公分，棲息在水流湍急具砂石底質、枯木的溪流。